# NGC 5607
NGC 5607 est une galaxie spirale située dans la constellation de la Petite Ourse. Sa vitesse par rapport au fond diffus cosmologique est de 7 631 ± 4 km/s, ce qui correspond à une distance de Hubble de 112,6 ± 7,9 Mpc (∼367 millions d'al). NGC 5607 a été découverte par l'astronome germano-britannique William Herschel en 1785.
Cette galaxie a aussi été observée par Herschel le 3 avril 1785 et il ne s'est pas rendu compte qu'il l'avait déjà observée. Cette observation a été inscrite au catalogue NGC sous la cote NGC 5620. De plus, cette galaxie a aussi été observée par l'astronome américain Lewis Swift le 7 juin 1888 et elle a été inscrite au catalogue IC sous la cote IC 1005. Notons toutefois que les bases de données Simbad et HyperLeda associent NGC 5620 à la galaxie PGC 51356.
NGC 5607 présente une large raie HI. C'est aussi une galaxie à sursaut de formation d'étoiles. De plus, c'est une galaxie du champ, c'est-à-dire qu'elle n'appartient pas à un amas ou un groupe et qu'elle est donc gravitationnellement isolée.